# Championnats du monde FEI d'équitation 2022
Navigation
Édition précédente
Les championnats du monde FEI d'équitation 2022 regroupe les championnats de trois disciplines équestres de la fédération équestre internationale: le dressage et le para-dressage, la voltige et le saut d'obstacles.
Depuis 1990, les championnats du monde de toutes disciplines gérées par la fédération internationale était inclus dans les jeux équestres mondiaux ; en novembre 2018, la FEI annonce l'annulation des neuvièmes jeux équestres faute de ville candidate. La fédération choisit donc d'organiser un championnat du monde séparé par discipline, à l'instar de ce qui se faisait avant 1990.
Certaines épreuves par équipe dans les disciplines de dressage et de saut d'obstacles, ces Jeux seront la première épreuve qualificative pour les Jeux olympiques d'été de 2024.

## Compétition

### Calendrier
| Août 2022        | 06 Sam | 07 Dim | 08 Lun | 09 Mar | 10 Mer | 11 Jeu | 12 Ven | 13 Sam | 14 Dim | Finales par disciplines |
| ---------------- | ------ | ------ | ------ | ------ | ------ | ------ | ------ | ------ | ------ | ----------------------- |
| Dressage         | ●      | 1      | 1      |        | 1      |        |        |        |        | 3                       |
| Para-dressage    |        |        |        | ●      | 3      | 2      | 3      | 3      | 5      | 16                      |
| Saut d'obstacles |        |        |        |        | ●      | ●      | 1      |        | 1      | 2                       |
| voltige          | ●      | ●      | 3      |        | 2      |        |        |        |        | 5                       |
| Finales par jour | –      | 1      | 4      | –      | 2      | –      | 1      | –      | 1      | 12                      |

### Nations participantes
49 pays ont prévu de prendre part à ces jeux:

## Compteur de médailles par nation
- Pays organisateur (Danemark)

| Rang  | Nation | Or | Argent | Bronze | Total |
| ----- | ------ | -- | ------ | ------ | ----- |
| Total | Total  | 0  | 0      | 0      | 0     |

## Résultats

### Dressage
| Classement         | Cavalier                | Cheval       | Pays        | Note Finale |
| ------------------ | ----------------------- | ------------ | ----------- | ----------- |
| Médaille d'or      | Charlotte Fry           | Glamourdale  | Royaume-Uni | 90,654      |
| Médaille d'argent  | Cathrine Laudrup-Dufour | Vamos Amigos | Danemark    | 89,411      |
| Médaille de bronze | Dinja van Liere         | Hermes       | Pays-Bas    | 86,900      |

| Classement         | Cavalier                | Cheval       | Pays        | Note Finale |
| ------------------ | ----------------------- | ------------ | ----------- | ----------- |
| Médaille d'or      | Charlotte Fry           | Glamourdale  | Royaume-Uni | 82,508      |
| Médaille d'argent  | Cathrine Laudrup-Dufour | Vamos Amigos | Danemark    | 81,322      |
| Médaille de bronze | Dinja van Liere         | Hermes       | Pays-Bas    | 79,407      |

| Classement         | Cavaliers                                                                                    | Chevaux                                                      | Pays        | Note Totale |
| ------------------ | -------------------------------------------------------------------------------------------- | ------------------------------------------------------------ | ----------- | ----------- |
| Médaille d'or      | Nanna Merrald Rasmussen Carina Cassøe Krüth Daniel Bachmann Andersen Cathrine Laudrup-Dufour | Blue Hors Zack Heiline's Danciera Marshall-Bell Vamos Amigos | Danemark    | 235,451     |
| Médaille d'argent  | Richard Davison Gareth Hughes Charlotte Dujardin Charlotte Fry                               | Bubblingh Classic Briolinca Imhotep Glamourdale              | Royaume-Uni | 234,223     |
| Médaille de bronze | Ingrid Klimke Benjamin Werndl Isabell Werth Frederic Wandres                                 | Franziskus Famoso OLD DSP Quantaz Duke of Britain FRH        | Allemagne   | 230,791     |

### Dressage para-équestre
| Classement         | Cavalier | Cheval | Pays | Note Finale |
| ------------------ | -------- | ------ | ---- | ----------- |
| Médaille d'or      |          |        |      |             |
| Médaille d'argent  |          |        |      |             |
| Médaille de bronze |          |        |      |             |

| Classement         | Cavalier | Cheval | Pays | Note Finale |
| ------------------ | -------- | ------ | ---- | ----------- |
| Médaille d'or      |          |        |      |             |
| Médaille d'argent  |          |        |      |             |
| Médaille de bronze |          |        |      |             |

| Classement         | Cavalier | Cheval | Pays | Note Finale |
| ------------------ | -------- | ------ | ---- | ----------- |
| Médaille d'or      |          |        |      |             |
| Médaille d'argent  |          |        |      |             |
| Médaille de bronze |          |        |      |             |

| Classement         | Cavalier | Cheval | Pays | Note Finale |
| ------------------ | -------- | ------ | ---- | ----------- |
| Médaille d'or      |          |        |      |             |
| Médaille d'argent  |          |        |      |             |
| Médaille de bronze |          |        |      |             |

| Classement         | Cavalier | Cheval | Pays | Note Finale |
| ------------------ | -------- | ------ | ---- | ----------- |
| Médaille d'or      |          |        |      |             |
| Médaille d'argent  |          |        |      |             |
| Médaille de bronze |          |        |      |             |

| Classement         | Cavalier | Cheval | Pays | Note Finale |
| ------------------ | -------- | ------ | ---- | ----------- |
| Médaille d'or      |          |        |      |             |
| Médaille d'argent  |          |        |      |             |
| Médaille de bronze |          |        |      |             |

| Classement         | Cavalier | Cheval | Pays | Note Finale |
| ------------------ | -------- | ------ | ---- | ----------- |
| Médaille d'or      |          |        |      |             |
| Médaille d'argent  |          |        |      |             |
| Médaille de bronze |          |        |      |             |

| Classement         | Cavalier | Cheval | Pays | Note Finale |
| ------------------ | -------- | ------ | ---- | ----------- |
| Médaille d'or      |          |        |      |             |
| Médaille d'argent  |          |        |      |             |
| Médaille de bronze |          |        |      |             |

| Classement         | Cavalier | Cheval | Pays | Note Finale |
| ------------------ | -------- | ------ | ---- | ----------- |
| Médaille d'or      |          |        |      |             |
| Médaille d'argent  |          |        |      |             |
| Médaille de bronze |          |        |      |             |

| Classement         | Cavalier | Cheval | Pays | Note Finale |
| ------------------ | -------- | ------ | ---- | ----------- |
| Médaille d'or      |          |        |      |             |
| Médaille d'argent  |          |        |      |             |
| Médaille de bronze |          |        |      |             |

| Classement         | Cavaliers | Chevaux | Pays | Note Finale |
| ------------------ | --------- | ------- | ---- | ----------- |
| Médaille d'or      |           |         |      |             |
| Médaille d'argent  |           |         |      |             |
| Médaille de bronze |           |         |      |             |

| Classement         | Cavalier | Cheval | Pays | Note Finale |
| ------------------ | -------- | ------ | ---- | ----------- |
| Médaille d'or      |          |        |      |             |
| Médaille d'argent  |          |        |      |             |
| Médaille de bronze |          |        |      |             |

| Classement         | Cavalier | Cheval | Pays | Note Finale |
| ------------------ | -------- | ------ | ---- | ----------- |
| Médaille d'or      |          |        |      |             |
| Médaille d'argent  |          |        |      |             |
| Médaille de bronze |          |        |      |             |

| Classement         | Cavalier | Cheval | Pays | Note Finale |
| ------------------ | -------- | ------ | ---- | ----------- |
| Médaille d'or      |          |        |      |             |
| Médaille d'argent  |          |        |      |             |
| Médaille de bronze |          |        |      |             |

| Classement         | Cavalier | Cheval | Pays | Note Finale |
| ------------------ | -------- | ------ | ---- | ----------- |
| Médaille d'or      |          |        |      |             |
| Médaille d'argent  |          |        |      |             |
| Médaille de bronze |          |        |      |             |

| Classement         | Cavalier | Cheval | Pays | Note Finale |
| ------------------ | -------- | ------ | ---- | ----------- |
| Médaille d'or      |          |        |      |             |
| Médaille d'argent  |          |        |      |             |
| Médaille de bronze |          |        |      |             |

### Saut d'obstacles
| Classement         | Cavalier               | Cheval             | Pays     | Total Points |
| ------------------ | ---------------------- | ------------------ | -------- | ------------ |
| Médaille d'or      | Henrik von Eckermann   | King Edward        | Suède    | 0,58         |
| Médaille d'argent  | Jérôme Guery           | Quel Homme de Hus  | Belgique | 3,35         |
| Médaille de bronze | Maikel van der Vleuten | Beauville Z N.O.P. | Pays-Bas | 5,96         |

| Classement         | Cavaliers                                                                 | Chevaux                                                      | Pays        | Total Points et Temps |
| ------------------ | ------------------------------------------------------------------------- | ------------------------------------------------------------ | ----------- | --------------------- |
| Médaille d'or      | Henrik von EckermannMalin Baryard-JohnssonJens FredricsonPeder Fredricson | King EdwardH&M IndianaMarkan CosmopolitH&M All In            | Suède       | 7,69                  |
| Médaille d'argent  | Sanne ThijssenMaikel van der VleutenJur VrielingHarrie Smolders           | Con Quidam RBBeauville Z N.O.P.Long John SilverMonaco N.O.P. | Pays-Bas    | 19,31                 |
| Médaille de bronze | Ben MaherJoseph StockdaleHarry CharlesScott Brash                         | Faltich HBEquine America CacharelRomeo 88Hello Jefferson     | Royaume-Uni | 22,66                 |

### Voltige
| Classement         | Voltigeur        | Longeur        | Cheval          | Pays      | Note finale |
| ------------------ | ---------------- | -------------- | --------------- | --------- | ----------- |
| Médaille d'or      | Lambert LeClézio | Loic Devedu    | Estado IFCE     | France    | 9.399       |
| Médaille d'argent  | Quentin Jabet    | Andrea Boe     | Ronaldo 200     | France    | 8.837       |
| Médaille de bronze | Jannik Heiland   | Barbara Rosiny | Dark Beluga FRH | Allemagne | 8.833       |

| Classement         | Voltigeuse          | Longeur          | Cheval              | Pays      | Note finale |
| ------------------ | ------------------- | ---------------- | ------------------- | --------- | ----------- |
| Médaille d'or      | Manon Moutinho      | Corinne Bosshard | Saitiri             | France    | 8.963       |
| Médaille d'argent  | Julia Sophie Wagner | Katja Wagner     | Giovanni 185        | Allemagne | 8.529       |
| Médaille de bronze | Sheena Bendixen     | Lasse Kristensen | Klintholms Ramstein | Danemark  | 8.511       |

| Classement         | Voltigeurs                      | Longeur           | Cheval           | Pays      | Note finale |
| ------------------ | ------------------------------- | ----------------- | ---------------- | --------- | ----------- |
| Médaille d'or      | Chiara Congia Justin van Gerven | Alexandra Knauf   | Highlight        | Allemagne | 8.951       |
| Médaille d'argent  | Diana Harwardt Peter Künne      | Hendrik Falk      | DSP Sir Laulau   | Allemagne | 8.665       |
| Médaille de bronze | Rebecca Greggio Davide Zanella  | Claudia Petersohn | Orlando Tancredi | Italie    | 8.178       |

| Classement         | Voltigeurs                                                                                 | Longeur                      | Cheval         | Pays      | Note finale |
| ------------------ | ------------------------------------------------------------------------------------------ | ---------------------------- | -------------- | --------- | ----------- |
| Médaille d'or      | Rebecca Verlage Thomas Brüsewitz Mona Mertens Gianna Ronca Chiara Congia Justin van Gerven | Patric Looser                | Calidor 10     | Allemagne | 8.614       |
| Médaille d'argent  | Manon Moutinho Lambert LeClézio Jeanne Braun Louis Dumont Dorian Terrier Quentin Jabet     | Corinne Bosshard             | Londontime     | France    | 8.549       |
| Médaille de bronze | Noemi Licci Nadja Büttiker Ilona Hannich Sina Graf Stefanie Brändle Miria Kleger           | Monika Winkler-Bischofberger | Rayo de la Luz | Suisse    | 8.279       |

| Classement         | Voltigeurs                                                                                              | Longeur              | Cheval                | Pays     | Note finale |
| ------------------ | --- | -------------------- | --------------------- | -------- | ----------- |
| Médaille d'or      | Manon Moutinho                                                                                          | Corinne Bosshard     | Saitiri               | France   | 9,146       |
| Médaille d'or      | Lambert LeClézio                                                                                        | Loic Devedu          | Estado IFCE           | France   | 9,146       |
| Médaille d'or      | Manon Moutinho Lambert LeClézio Jeanne Braun Louis Dumont Dorian Terrier Quentin Jabet                  | Corinne Bosshard     | Londontime            | France   | 9,146       |
| Médaille d'argent  | Iben Dines Pedersen                                                                                     | Hanne Haagen Hansen  | Tophoejs Geleto Lieto | Danemark | 8,669       |
| Médaille d'argent  | Sheena Bendixen                                                                                         | Lasse Kristensen     | Klintholms Ramstein   | Danemark | 8,669       |
| Médaille d'argent  | Helena Nagel-Harvig Nanna Trab Christensen Sheena Bendixen Helena Sjøgren Anna Lawaetz Esther Rasmussen | Maria Rasmussen      | Turbo af Kloster      | Danemark | 8,669       |
| Médaille de bronze | Dominik Eder                                                                                            | Lena Kalcher-Prein   | Asti Royal XI         | Autriche | 8,383       |
| Médaille de bronze | Isabel Fiala                                                                                            | Veronika Greisberger | Pink Floyd l          | Autriche | 8,383       |
| Médaille de bronze | Lena Bachbauer Sarah Gollubics Rebecca Friesser Sophia Wackerle Sophie Pittl Dominik Eder               | Martina Seyrling     | Don Rudi              | Autriche | 8,383       |